# John Prince-Smith
Pour les articles homonymes, voir Smith.
John Prince-Smith (Londres, 1809 — Berlin 3 février 1874) était un homme politique libéral allemand, né anglais. Il fut l'un des principaux défenseurs du libre-échange en Allemagne, contre le protectionnisme du Zollverein.